# Malý Tajmyr
Malý Tajmyr (rusky Малый Таймыр) je ostrov v moři Laptěvů, v jihovýchodní části souostroví Severní Země. Nachází se v Tajmyrském okrese Krasnojarského kraje Ruské federace.
Ostrov byl objeven v roce 1913 expedicí Borise Andrejeviče Vilkického a byl pojmenován Ostrov Careviče Alexeje. V roce 1926 byl ostrov přejmenován na současný název Malý Tajmyr.
Rozloha ostrova je asi 250 km². Délka od západu k východu je 29 km, maximální šířka je 10 km. Výška je až 30 m (vrch Vysoká Hůrka, který se nachází v jižní části ostrova). Ostrov je porostlý mechy a lišejníky.

## Zeměpisné umístění
Nachází se 42 kilometrů jihovýchodně od ostrova Bolševik. Malý Tajmyr je kopcovitý ostrov s mnoha roklemi, postupně se zvedá od severu na jih. Severní pobřeží ostrova je nízké a mnohem členitější než jižní. Jsou zde pískovcové útesy vysoké 6-15 metrů, mezi nimi je permafrost.
Na ostrově jsou 4 potoky o délce 5-6 km (Chladný potok, Zablácený potok, Správný tundrový potok a Podélný potok) a několik menších potůčků. Většina z nich teče z jihu na sever.

## Zeměpisné rysy ostrova
- Nízký mys - až 1,5 metru vysoký mys, je to západní konec ostrova Malý Tajmyr.
- Polární stanice Ostrov Malý Tajmyr - nachází se na mysu Ogloblina, 8 kilometrů severozápadně od Nízkého mysu. Stanice byla v provozu v letech 1943-1994.
- Mys Murmanec - jižní cíp ostrova
- Mys Firfarov - severní cíp ostrova

## Nedaleké ostrovy
- Ostrov Okťabrjonok je zaoblený ostrov o průměru asi 1,3 kilometrů s malou zátokou v jižní části. Leží 250 metrů severně od ostrova Malý Tajmyr.
- Nestálý ostrov je dlouhý asi 1,4 kilometrů a má podlouhlý tvar s výrazným poloostrovem vyčnívajícím na jih. Nachází se 300 metrů severně od Malého Tajmyru, poblíž ústí Chladného potoka.

Nedaleko severního pobřeží Malého Tajmyru se nachází dalších nejméně 12 ostrovů, které jsou ale tak malé, že nemají ani jméno.